# Anders Baltzar de Maré
Anders Baltzar de Maré, född 9 mars 1798 i Stockholm, död 6 september 1882 i Västra Eds församling, Kalmar län, var en svensk brukspatron och riksdagsman.

## Biografi
Anders Baltzar de Maré var son till bergsrådet Jacob Gustaf de Maré och Emerentia Helena Hoppenstedt. Han blev student vid Uppsala universitet 1814, avlade kansliexamen 1817, hovrättsexamen samma år och blev kanslist i handels- och finansexpeditionen samma år. Han blev kopist 1818 men lämnade därpå statstjänsten och erhöll därvid 1822 protokollssekreterares namn, heder och värdighet. Vid faderns död 1821 övertog han i stället skötseln av Ankarsrums bruk och jordbruksegendomar. Genom hans organisationsförmåga sattes bruket snart i gott skick. På egen bekostnad lät han vid brukets masugn göra försök med tackjärnsblåsning med varm bläster, försök som liksom de vid Brevens bruk. För sina insatser erhöll han 1835 Jernkontorets stora medalj i guld.
På 1840-talet började Ankarsrum tillverka gjutna järnprojektiler. Lantbruksegendomen utökades samtidigt genom inköp av Toverums bruk med tillhörande masugn, samt Eds Bruk, Vines med flera egendomar. Från 1840 var de Maré ledamot av borgarståndet som ombud för ett bruksdistrikt och deltog i riksdagarna 1840–1841 och 1844–1845. Han tillhörde där den oppositionsgrupp av godsägare som leddes av Thore Petre och var under riksdagarna synnerligen aktiv. Sedan de Maré 1860 adlats under namnet de Maré bevistade han som ättens huvudman riksdagarna 1862–1863 och 1865–1866, och uppträdde under debatterna i december 1865 för representationsreformen. Han drog sig därefter tillbaka från det politiska engagemanget.
De Maré var även ledamot av kommittén angående förbättrad skogshushållning 1855, extraordinarie fullmäktig i Jernkontoret 1856–1859 och 1862–1871, en av de drivande bakom en delning av Kalmar läns hushållningssällskap och förste ordförande i Kalmar läns norra hushållningssällskap 1859–1865, från 1866 hedersledamot av samma hushållningssällskap.
Han blev ledamot av lantbruksakademien 1851, riddare av Nordstjärneorden 1852, kommendör av Vasaorden 1859 (1869 med stort kors) och hedersledamot av Lantbruksakademien 1870.